# Джумабаев, Усенкул
Усенкул Джумабаев (23 марта 1923, с. Кара-Добо (Чёрный бугор) (ныне Чуйский район, Чуйская область, Кыргызстан) — 20 августа 1976, Фрунзе, Киргизской ССР) — киргизский советский государственный, политический и общественный деятель, поэт. Член Союза писателей СССР с 1973 г.

## Биография
Сын табунщика-бедняка. Трудовую деятельность начал в 1941 г. помощником бухгалтера в родном колхозе. Участник Великой Отечественной войны с 1942 г. Когда пошёл на фронт, по-русски не разговаривал. Но к концу войны знал язык отлично. В 1944 г. окончил Рязанское артиллерийское военное училище и в звании младшего лейтенанта отправлен на фронт, где командовал огневым взводом корпусной артиллерии 4-го Украинского фронта. В 1945 году Джумабаев со своим взводом освобождал Прагу, получил ранение.
После окончания войны с 1946 по 1949 г. работал инструктором, заведующим отделом Чуйского районного комитета КП Киргизской ССР.
С 1949 по 1951 г. учился в партийной школе при ЦК КП Киргизской ССР, был секретарём парторганизации РПШ при ЦК КП Киргизской ССР.
С 1952 г. трудился на ответственных партийных постах в республике. В 1956 г. окончил заочное отделение ВПШ при ЦК КПСС в Москве.
С 1962 г. — заведующий отделом при Совете Министров Киргизской ССР, а с 1972 г. и до конца жизни работал заместителем министра культуры Киргизской ССР.
Избирался членом ЦК КП Киргизской ССР, депутатом Верховного Совета Киргизской ССР VII созыва.
Умер от тяжёлой болезни.

## Творчество
Печатался с 1939 г. Первый стихотворный сборник «Ырлар» («Стихи») издан в 1958 г. Автор семи сборников стихов и поэм.

## Избранные произведения
- Ырлар. — Ф.: Кыргызмамбас, 1958.— 103 б./ Стихи.
- Олбес адам: Поэма. — Ф.: Мектеп, 1965.— 83 б. / Бессмертный человек.
- Атанын екуму: Ырлар жана поэмалар. — Ф.: Кыргызстан, 1967. — 116 б. / Приговор отца.
- Кыл кыяк: Ырлар. — Ф.: Мектеп, 1968.— 43 б.
- Ырлар жана поэмалар. — Ф.: Кыргызстан, 1970. — 104 б. / Мелодии любви.
- Очпес жылдыздар: Ырлар. — Ф.: Кыргызстан, 1973.— 116 б. / Негаснущие звезды.
- Алтын казык: Ырлар. — Ф.: Мектеп, 1976.— 108 б. / Путеводная звезда.
- Ырлар жана поэмалар. — Ф.: Кыргызстан, 1978.—235 б. / Стихи и поэмы.
- Махаббат куулеру: Ырлар, поэма. — Ф.: Кыргызстан, 1983.— 128 6. /Мелодии любви

## Награды
- орден Трудового Красного Знамени,
- медаль «За доблестный труд. В ознаменование 100-летия со дня рождения В. И. Ленина»,
- медаль «За победу над Германией в Великой Отечественной войне 1941—1945 гг.»,
- медаль «За освобождение Праги»,
- медаль «За трудовое отличие»,
- Почётные грамоты Верховного Совета Киргизской ССР.